# 파이어스타터 (영화)
《파이어스타터》(영어: Firestarter)는 2022년 개봉한 미국의 SF, 초자연 공포 영화이다. 키스 토머스가 감독을 맡았고, 잭 에프론, 라이언 키어라 암스트롱, 시드니 레먼, 커트우드 스미스 등이 출연한다. 스티븐 킹의 소설 《저주받은 천사》(Firestarter)의 영화화 작품이며, 동시에 같은 작품을 원작으로 한 1984년작 영화 《초능력 소녀의 분노》의 리부트 작품이다. 2022년 5월 13일 미국에서는 극장 개봉과 함께 피콕을 통해 동시 공개된다.

## 줄거리
영화는 과거 회상 장면으로 시작된다. 어린 찰리 맥기가 자신의 염력으로 방에 불을 내 아버지 앤디를 공포에 질리게 한다. 또 다른 회상 장면에서 젊은 앤디와 그의 여자친구 비키는 임상 실험에서 로트-6이라는 실험 화학 약물을 주입받는다. 이 약물은 그들에게 초능력을 부여하는데, 앤디는 독심술, 비키는 염력을 얻게 된다.
현재, 찰리는 악몽을 꾼 후 자신의 능력이 불안정해지고 있음을 느낀다. 학교에서 괴롭힘을 당한 후 화가 나서 화장실을 폭파시키고, 앤디는 자신의 능력으로 고객의 금연을 유도하지만 눈에서 피가 난다. 한편, 비밀 시설에서는 과학 정보국(DSI)의 책임자인 제인 홀리스터가 찰리의 능력으로 발생하는 열 신호를 감시한다. 홀리스터는 로트-6을 만든 조셉 완레스 박사를 찾아가 찰리의 힘이 통제 불능이 되기 전에 제거해야 한다고 말한다. 홀리스터는 초능력자 존 레인버드를 고용한다. 레인버드는 맥기 집에 찾아가 비키를 살해하고, 찰리를 인질로 잡지만 찰리의 힘에 압도당한다. 앤디와 찰리는 트럭을 타고 도망친다.
도망치는 동안 그들은 어빈 맨더스라는 남자를 만나고, 앤디는 자신의 능력으로 어빈을 설득해 보스턴으로 향한다. 어빈의 집에서 하룻밤을 묵게 되는데, 찰리는 우연히 어빈의 마비된 아내를 발견하고, 어빈은 격분하지만 곧 진정한다. 밤새도록 어빈은 앤디가 살인자로 몰리고 있다는 뉴스를 보게 된다. 앤디는 딸을 보호하려 했을 뿐이라고 설명한다. 찰리는 어빈의 아내와 텔레파시로 대화한 후, 그녀를 마비시킨 사고를 용서한다고 말하고, 어빈은 앤디와 찰리를 보호하기로 결심한다. 하지만 경찰이 도착하고, 레인버드가 나타나 경찰을 살해하고 어빈에게 총을 쏜다. 찰리와 앤디는 트럭에 실려 DSI 시설로 끌려가고, 앤디는 자신의 능력으로 레인버드를 속여 찰리를 숲으로 탈출시킨다. 
숲에서 찰리는 자신의 능력을 연마하고, 자전거와 옷을 훔쳐 DSI 감옥에 있는 아버지의 텔레파시 메시지를 따라 시설로 향한다. DSI에 도착한 찰리는 경비원의 카드키를 훔치고, 그를 살해한다. 시설 깊숙한 곳에 있는 아버지의 감방에 도착한 찰리에게 홀리스터는 아버지를 불태울까봐 감히 자신을 공격하지 못할 것이라고 말한다. 앤디는 레인버드가 찰리를 부른 것이라고 알려주며, 다른 방법이 없음을 깨닫고 찰리에게 시설 전체를 불태우라고 지시한다. 찰리는 홀리스터와 아버지를 불태우고, 시설의 모든 문을 연다. 그리고 시설 내 모든 DSI 요원을 죽인다. 
레인버드는 감방에서 풀려나고, 찰리를 제압하려는 방호복을 입은 요원들을 뒤에서 총으로 쏜다. 그는 찰리에게 무릎을 꿇고 심판을 기다린다. 찰리는 그를 죽이려 하지만 거울에 비친 자신의 모습을 보고, 그 역시 자신과 마찬가지로 이용당했다는 것을 깨닫고 살려준다. 이후 찰리는 시설을 완전히 불태운다. 마지막 장면에서 찰리는 해변을 걷고 있고, 레인버드가 뒤따라온다. 찰리는 갈 곳이 없어 레인버드의 등에 업혀 함께 밤 속으로 걸어간다.

## 출연
- 잭 에프론 - 앤드루 "앤디" 맥기
- 라이언 키어라 암스트롱 - 샬린 "찰리" 맥기
- 시드니 레먼 - 빅토리아 "비키" 맥기
- 커트우드 스미스 - 조지프 원리스
- 존 비즐리 - 어브 맨더스
- 마이클 그레이이스 - 존 레인버드
- 글로리아 루번 - 홀리스터 서장